# 無盡空虛
《無盡空虛》是香港搖滾樂隊Beyond發行第六张EP，《無盡空虛》帶來兩首新歌《無盡空虛》和《點解‧點解》以及《The Wall～長城～》長城日語版。

## 曲目
1. 無盡空虛
2. 點解‧點解
3. 为了你，为了我
4. The Wall～長城～

## 音樂
- 無盡空虛 MV （页面存档备份，存于）
- 點解‧點解 MV （页面存档备份，存于）
- The Wall～長城～[永久]